# Número de Euler (física)
O número de Euler {\displaystyle (Eu)} é um número adimensional utilizado em mecânica dos fluidos. Ele corresponde à descrição das forças de pressão e das forças de inércia e serve para descrever as perdas em um fluido em movimento.
Seu nome deve-se a Leonhard Euler, um matemático e físico suiço.
É definido como
{\displaystyle Eu={\frac {\Delta p}{\rho \cdot v^{2}}}}
Onde:
- Δp - diferença de pressão
- ρ - densidade
- v - velocidade